# Sven Stolpe

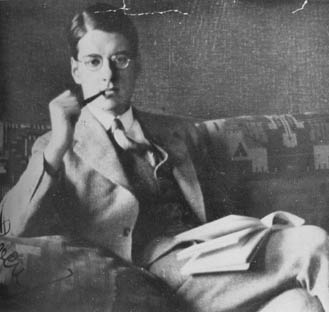
Sven Stolpe um 1929, zur Zeit seines literarischen Debüts

Sven Johan Stolpe (* 24. August 1905 in Stockholm; † 26. August 1996 in Filipstad) war ein schwedischer Schriftsteller, Übersetzer, Journalist und Literaturkritiker.

## Leben und Werk
Sven Stolpes literarisches Debüt erfolgte um 1929 mit einer Essaysammlung. 1930 erschien der Roman Im Wartezimmer des Todes, worin er seinen Aufenthalt  in den Jahren 1927/28 im Deutschen Sanatorium in Agra im Tessin beschreibt, das damals unter der Leitung des Chefarztes Hanns Alexander stand. In den frühen 1930er Jahren vertrat Stolpe Positionen für den Internationalismus und gegen Ästhetizismus. Gleichzeitig war er Mitglied der Oxford-Gruppe, einer christlichen Erweckungsbewegung, die eine moralische Aufrüstung forderte. Zu Beginn der 1940er Jahre engagierte er sich, unter anderem mit dem befreundeten Dichter Bertil Malmberg, gegen den Nationalsozialismus und kritisierte die Unterdrückung in der Sowjetunion. 1947 konvertierte er zum Katholizismus. 1959 wurde seine Dissertation über Königin Christina von Schweden unter dem Titel Från stoicism till mystik (Vom Stoizismus zur Mystik) veröffentlicht, die im Zusammenhang mit ihrer eigenen Konversion zum Katholizismus abdankte. Zudem verfasste er Biographien über Jeanne d’Arc und die Heilige Birgitta. Von 1945 bis 1961 war er Literaturkritiker der Zeitung Aftonbladet. Seine Autobiographie Ich blicke zurück – ich blicke voraus wurde von Rita Öhquist ins Deutsche übersetzt.

## Familie
1931 heiratete er die Autorin und Übersetzerin Karin Maria von Euler-Chelpin (1907–2003), Tochter des Chemikers und Nobelpreisträgers Hans von Euler-Chelpin und der Naturwissenschaftlerin Astrid Cleve. Das Paar hatte vier Kinder: Staffan Stolpe, Lisette Schulman, Monica Rennerfelt († 1996) und Benkt Stolpe.